# حیص
حیص  یکی از شهرهای استان تعز در کشور یمن است که در سرشماری سال ۲۰۰۵ میلادی، ۱۵٫۰۱۶ نفر جمعیت داشته‌است.